# Argiacris
Argiacris is een geslacht van rechtvleugeligen uit de familie veldsprinkhanen (Acrididae). De wetenschappelijke naam van dit geslacht is voor het eerst geldig gepubliceerd in 1918 door Hebard.

## Soorten
Het geslacht Argiacris omvat de volgende soorten:
- Argiacris amissuli Gurney, 1971
- Argiacris keithi Gurney, 1971
- Argiacris militaris Scudder, 1897
- Argiacris rehni Hebard, 1918